# 閔宗
閔宗可以指：
- 金閔宗
  - 金熙宗追復帝號後的初諡
  - 在宋朝的金朝故官為金哀宗的私諡